# U-Bahn-Linie U2 (Wien)
| Zug der Linie U2 in der Station Donaumarina |                      |                                                        |                                                        |
| Streckenlänge: | 17,2 km              |                                                        |                                                        |
| Spurweite: | 1435 mm (Normalspur) |                                                        |                                                        |
| Stromsystem: | 750 V =              |                                                        |                                                        |
| Zugbeeinflussung: | LZB                  |                                                        |                                                        |
| |                      |                                                        |                                                        |
| \| \| \| Abstellanlage Aspern \| \| \| \| \| Seestadt \| \| \| \| \| \| \| \| \| \| \| \| \| \| \| Aspern Nord \| \| \| \| \| \| \| \| \| \| \| \| \| \| \| Hausfeldstraße \| \| \| \| \| Oberes Hausfeld (im Ausbau, gepl. Fertigstellung 2025) \| \| \| \| \| \| \| \| \| \| Aspernstraße \| \| \| \| \| \| \| \| \| \| Donauspital \| \| \| \| \| Hardeggasse \| \| \| \| \| \| \| \| \| \| Stadlau \| \| \| \| \| \| \| \| \| \| Donaustadtbrücke \| \| \| \| \| Donaustadtbrücke, Neue Donau \| \| \| \| \| Donau \| \| \| \| \| Donaumarina \| \| \| \| \| Betriebsgleis 10: Betriebsbahnhof Erdberg \| \| \| \| \| \| \| \| \| \| Stadion \| \| \| \| \| Krieau \| \| \| \| \| \| \| \| \| \| Messe-Prater \| \| \| \| \| \| \| \| \| \| Praterstern \| \| \| \| \| \| \| \| \| \| Taborstraße \| \| \| \| \| Donaukanal \| \| \| \| \| Schottenring Verbindung bis 2008 \| \| \| \| \| Betriebsgleis 20/0: U1-Stephansplatz \| \| \| \| \| \| \| \| \| \| \| \| \| \| \| Schottentor \| \| \| \| \| \| \| \| \| \| Abzweigung geplanter neuer Südast \| \| \| \| \| Abzweigung geplante \| \| \| \| \| Rathaus \| \| \| \| \| \| \| \| \| \| Lerchenfelder Straße (bis 2003) \| \| \| \| \| Volkstheater1) \| \| \| \| \| \| \| \| \| \| Museumsquartier1) \| \| \| \| \| \| \| \| \| \| Karlsplatz1) \| \| \| \| \| \| \| \| \| \| \| \| \| \| \| Neubaugasse2) \| \| \| \| \| \| \| \| \| \| Pilgramgasse2) \| \| \| \| \| Reinprechtsdorfer Straße2) \| \| \| \| \| \| \| \| \| \| Matzleinsdorfer Platz2) \| \| \| \| \| \| \| \| \| \| Gußriegelstraße3) \| \| \| \| \| Wienerberg3) \| \| \| \| \| Gutheil-Schoder-Gasse4) \| \| 1) Ab Eröffnung der Strecke zum Matzleinsdorfer Platz nur mehr von angefahren. 2) In Bau, voraussichtliche Eröffnung 2030. 3) Für 5. Ausbaustufe vorgesehen 4) weitere Ausbauoption |                      |                                                        |                                                        |
| U-Bahn-Betriebs-/Güterbahnhof Anfang Hochstrecke |                      | Abstellanlage Aspern                                   | Abstellanlage Aspern                                   |
| U-Bahn-Bahnhof |                      | Seestadt                                               | Seestadt                                               |
| U-Bahn-Überleitstelle / Spurwechsel |                      |                                                        |                                                        |
| U-Bahn-Strecke Ende Hochstrecke |                      |                                                        |                                                        |
| U-Bahn-Haltepunkt / Haltestelle |                      | Aspern Nord                                            | Aspern Nord                                            |
| U-Bahn-Überleitstelle / Spurwechsel |                      |                                                        |                                                        |
| U-Bahn-Strecke Anfang Hochstrecke |                      |                                                        |                                                        |
| U-Bahn-Haltepunkt / Haltestelle |                      | Hausfeldstraße                                         | Hausfeldstraße                                         |
| ehemaliger U-Bahn-Haltepunkt / Haltestelle |                      | Oberes Hausfeld (im Ausbau, gepl. Fertigstellung 2025) | Oberes Hausfeld (im Ausbau, gepl. Fertigstellung 2025) |
| |                      |                                                        |                                                        |
| U-Bahn-Haltepunkt / Haltestelle |                      | Aspernstraße                                           | Aspernstraße                                           |
| U-Bahn-Überleitstelle / Spurwechsel |                      |                                                        |                                                        |
| U-Bahn-Haltepunkt / Haltestelle |                      | Donauspital                                            | Donauspital                                            |
| U-Bahn-Haltepunkt / Haltestelle |                      | Hardeggasse                                            | Hardeggasse                                            |
| U-Bahn-Überleitstelle / Spurwechsel |                      |                                                        |                                                        |
| U-Bahn-Haltepunkt / Haltestelle |                      | Stadlau                                                | Stadlau                                                |
| U-Bahn-Überleitstelle / Spurwechsel |                      |                                                        |                                                        |
| U-Bahn-Haltepunkt / Haltestelle |                      | Donaustadtbrücke                                       | Donaustadtbrücke                                       |
| U-Bahn-Strecke unter Wasserlauf |                      | Donaustadtbrücke, Neue Donau                           | Donaustadtbrücke, Neue Donau                           |
| U-Bahn-Strecke unter Wasserlauf |                      | Donau                                                  | Donau                                                  |
| U-Bahn-Haltepunkt / Haltestelle |                      | Donaumarina                                            | Donaumarina                                            |
| U-Bahn-Abzweig geradeaus und von links · U-Bahn-Strecke Tunnelanfang und quer |                      | Betriebsgleis 10: Betriebsbahnhof Erdberg              | Betriebsgleis 10: Betriebsbahnhof Erdberg              |
| U-Bahn-Überleitstelle / Spurwechsel |                      |                                                        |                                                        |
| U-Bahn-Haltepunkt / Haltestelle |                      | Stadion                                                | Stadion                                                |
| U-Bahn-Haltepunkt / Haltestelle |                      | Krieau                                                 | Krieau                                                 |
| U-Bahn-Tunnelanfang |                      |                                                        |                                                        |
| U-Bahn-Haltepunkt / Haltestelle (im Tunnel) |                      | Messe-Prater                                           | Messe-Prater                                           |
| |                      |                                                        |                                                        |
| U-Bahn-Strecke quer (im Tunnel) · U-Bahn-Turmhaltepunkt mit Tunnelstrecke und geradeaus unten (im Tunnel) · U-Bahn-Strecke quer (im Tunnel) |                      | Praterstern                                            | Praterstern                                            |
| U-Bahn-Überleitstelle / Spurwechsel (im Tunnel) |                      |                                                        |                                                        |
| U-Bahn-Haltepunkt / Haltestelle (im Tunnel) |                      | Taborstraße                                            | Taborstraße                                            |
| U-Bahn-Strecke unter Wasserlauf (im Tunnel) |                      | Donaukanal                                             | Donaukanal                                             |
| U-Bahn-Abzweig quer und ehemals von links (im Tunnel) · U-Bahn-Turmhaltepunkt mit Tunnelstrecke und geradeaus unten (im Tunnel) · U-Bahn-Strecke quer (im Tunnel) |                      | Schottenring Verbindung bis 2008                       | Schottenring Verbindung bis 2008                       |
| U-Bahn-Abzweig ehemals geradeaus und von links (im Tunnel) · U-Bahn-Kreuzung mit Tunnelstrecke und geradeaus unten (im Tunnel) · U-Bahn-Strecke quer (im Tunnel) |                      | Betriebsgleis 20/0: U1-Stephansplatz                   | Betriebsgleis 20/0: U1-Stephansplatz                   |
| U-Bahn-Strecke nach links (im Tunnel) · U-Bahn-Abzweig geradeaus und von rechts (im Tunnel) |                      |                                                        |                                                        |
| U-Bahn-Überleitstelle / Spurwechsel (im Tunnel) |                      |                                                        |                                                        |
| U-Bahn-Haltepunkt / Haltestelle (im Tunnel) |                      | Schottentor                                            | Schottentor                                            |
| |                      |                                                        |                                                        |
| U-Bahn-Abzweig geradeaus und ehemals nach links (im Tunnel) · U-Bahn-Strecke von rechts (außer Betrieb) (im Tunnel) |                      | Abzweigung geplanter neuer Südast                      | Abzweigung geplanter neuer Südast                      |
| U-Bahn-Strecke quer (außer Betrieb) (im Tunnel) · U-Bahn-Abzweig geradeaus und ehemals von rechts (im Tunnel) · U-Bahn-Strecke (außer Betrieb) (im Tunnel) |                      | Abzweigung geplante                                    | Abzweigung geplante                                    |
| U-Bahn-Strecke von links (außer Betrieb) (im Tunnel) · U-Bahn-Turmhaltepunkt (im Tunnel) · U-Bahn-Strecke nach rechts (außer Betrieb) (im Tunnel) |                      | Rathaus                                                | Rathaus                                                |
| U-Bahn-Strecke (außer Betrieb) (im Tunnel) · U-Bahn-Strecke nach links (im Tunnel) · U-Bahn-Strecke von rechts (im Tunnel) |                      |                                                        |                                                        |
| U-Bahn-Strecke (außer Betrieb) (im Tunnel) · ehemaliger U-Bahn-Haltepunkt / Haltestelle (im Tunnel) |                      | Lerchenfelder Straße (bis 2003)                        | Lerchenfelder Straße (bis 2003)                        |
| U-Bahn-Strecke (außer Betrieb) (im Tunnel) · U-Bahn-Turmhaltepunkt mit Tunnelstrecke (im Tunnel) |                      | Volkstheater1)                                         | Volkstheater1)                                         |
| U-Bahn-Strecke (außer Betrieb) (im Tunnel) · U-Bahn-Überleitstelle / Spurwechsel links (im Tunnel) |                      |                                                        |                                                        |
| U-Bahn-Strecke (außer Betrieb) (im Tunnel) · U-Bahn-Haltepunkt / Haltestelle (im Tunnel) |                      | Museumsquartier1)                                      | Museumsquartier1)                                      |
| U-Bahn-Strecke (außer Betrieb) (im Tunnel) · U-Bahn-Überleitstelle / Spurwechsel links (im Tunnel) |                      |                                                        |                                                        |
| U-Bahn-Strecke (außer Betrieb) (im Tunnel) · U-Bahn-Turmbahnhof mit Tunnelstrecke (im Tunnel) |                      | Karlsplatz1)                                           | Karlsplatz1)                                           |
| U-Bahn-Strecke (außer Betrieb) (im Tunnel) |                      |                                                        |                                                        |
| U-Bahn-Überleitstelle / Spurwechsel (Strecke außer Betrieb) (im Tunnel) |                      |                                                        |                                                        |
| U-Bahn-Turmhaltepunkt mit Tunnelstrecke (Strecke geradeaus außer Betrieb) (im Tunnel) |                      | Neubaugasse2)                                          | Neubaugasse2)                                          |
| U-Bahn-Überleitstelle / Spurwechsel (Strecke außer Betrieb) (im Tunnel) |                      |                                                        |                                                        |
| U-Bahn-Turmhaltepunkt (Strecke geradeaus außer Betrieb) (im Tunnel) |                      | Pilgramgasse2)                                         | Pilgramgasse2)                                         |
| U-Bahn-Haltepunkt / Haltestelle (Strecke außer Betrieb) (im Tunnel) |                      | Reinprechtsdorfer Straße2)                             | Reinprechtsdorfer Straße2)                             |
| U-Bahn-Überleitstelle / Spurwechsel (Strecke außer Betrieb) (im Tunnel) |                      |                                                        |                                                        |
| U-Bahn-Haltepunkt / Haltestelle (Strecke außer Betrieb) (im Tunnel) |                      | Matzleinsdorfer Platz2)                                | Matzleinsdorfer Platz2)                                |
| |                      |                                                        |                                                        |
| U-Bahn-Haltepunkt / Haltestelle (Strecke außer Betrieb) (im Tunnel) |                      | Gußriegelstraße3)                                      | Gußriegelstraße3)                                      |
| U-Bahn-Haltepunkt / Haltestelle (Strecke außer Betrieb) (im Tunnel) |                      | Wienerberg3)                                           | Wienerberg3)                                           |
| U-Bahn-Kopfbahnhof Streckenende (Strecke außer Betrieb) (im Tunnel) |                      | Gutheil-Schoder-Gasse4)                                | Gutheil-Schoder-Gasse4)                                |

Die U-Bahn-Linie U2 gehört zum Netz der Wiener U-Bahnen und hat seit Oktober 2013 auf einer Länge von 17,2 km 20 Stationen. Damit ist sie die drittlängste U-Bahn-Linie in Wien. Seit Dezember 2024 hat diese Linie die ersten automatischen Bahnsteigtüren in Wien.
Die U2 geht ursprünglich auf einen 1966 in Betrieb genommenen Straßenbahntunnel (siehe Zweierlinie) zurück, der bis 1980 zu einer U-Bahn-Strecke umgebaut und um einige hundert Meter verlängert wurde. Zunächst nur schwach frequentiert und mit Kurzzügen befahren, wurde die Linie mit der Eröffnung der Verlängerung zum Ernst-Happel-Stadion im Jahr 2008 aufgewertet. Seitdem wurden weitere Streckenausbauten realisiert oder befinden sich derzeit in Bau oder in Planung.
Die U2 verbindet heute vom Karlsplatz aus das Stadtzentrum in einer spiralartigen Schleife mit der Seestadt Aspern, einem Stadterweiterungsgebiet am linken Donauufer. Aufgrund der derzeit noch geringen Besiedlungsdichte wird außerhalb der Hauptverkehrszeiten jeder zweite Zug ab bzw. bis Aspernstraße geführt. Damit ist die U2 neben der U1 eine von zwei U-Bahn-Linien, deren Züge regulär vor der Endhaltestelle enden. Die durchschnittliche Fahrzeit zwischen den beiden Endstationen beträgt 30 Minuten. Die Kennfarbe der U2 ist Violett.

## Benennung
Die Signalzuweisung erfolgte während der generellen U-Bahn-Planungen in den 1960er und 1970er Jahren. Die Liniennummer nimmt auf die sogenannten „Zweierlinien“ Bezug, Straßenbahnlinien, die nicht auf der Ringstraße, sondern auf Parallelstraßen verkehrten, auf denen der Lastwagenverkehr abgewickelt wurde, um die vornehme Flaniermeile und Prachtstraße davon freizuhalten. Auf dieser Strecke verkehrten bis 1980 Straßenbahnlinien mit dem tiefgestellten Signalzusatz „2“ (zuletzt E2, G2 und H2).

## Verlauf

Maßstabsgetreue Darstellung des Verlaufs der Linie U2

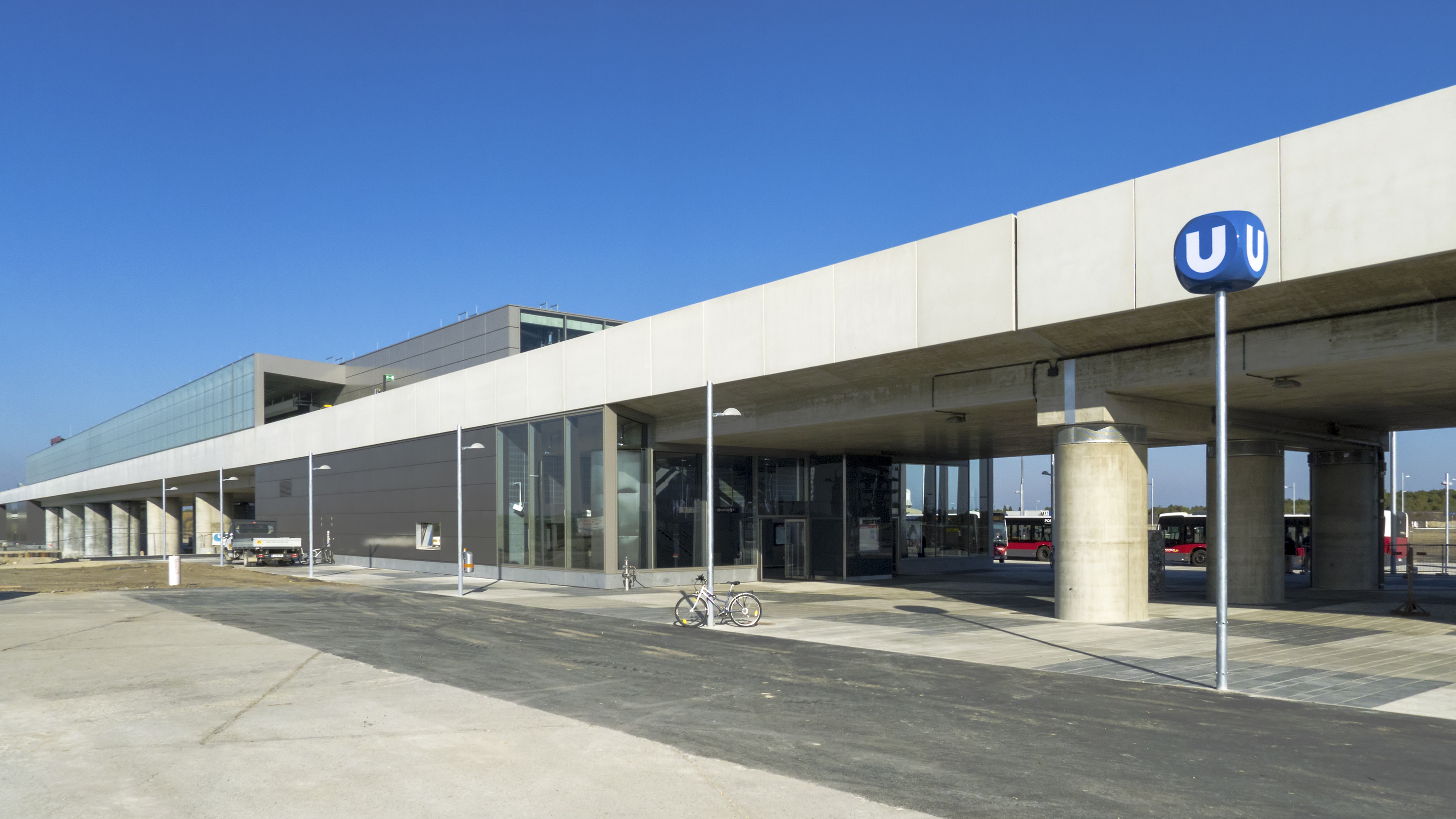
Östliche Endstation Seestadt

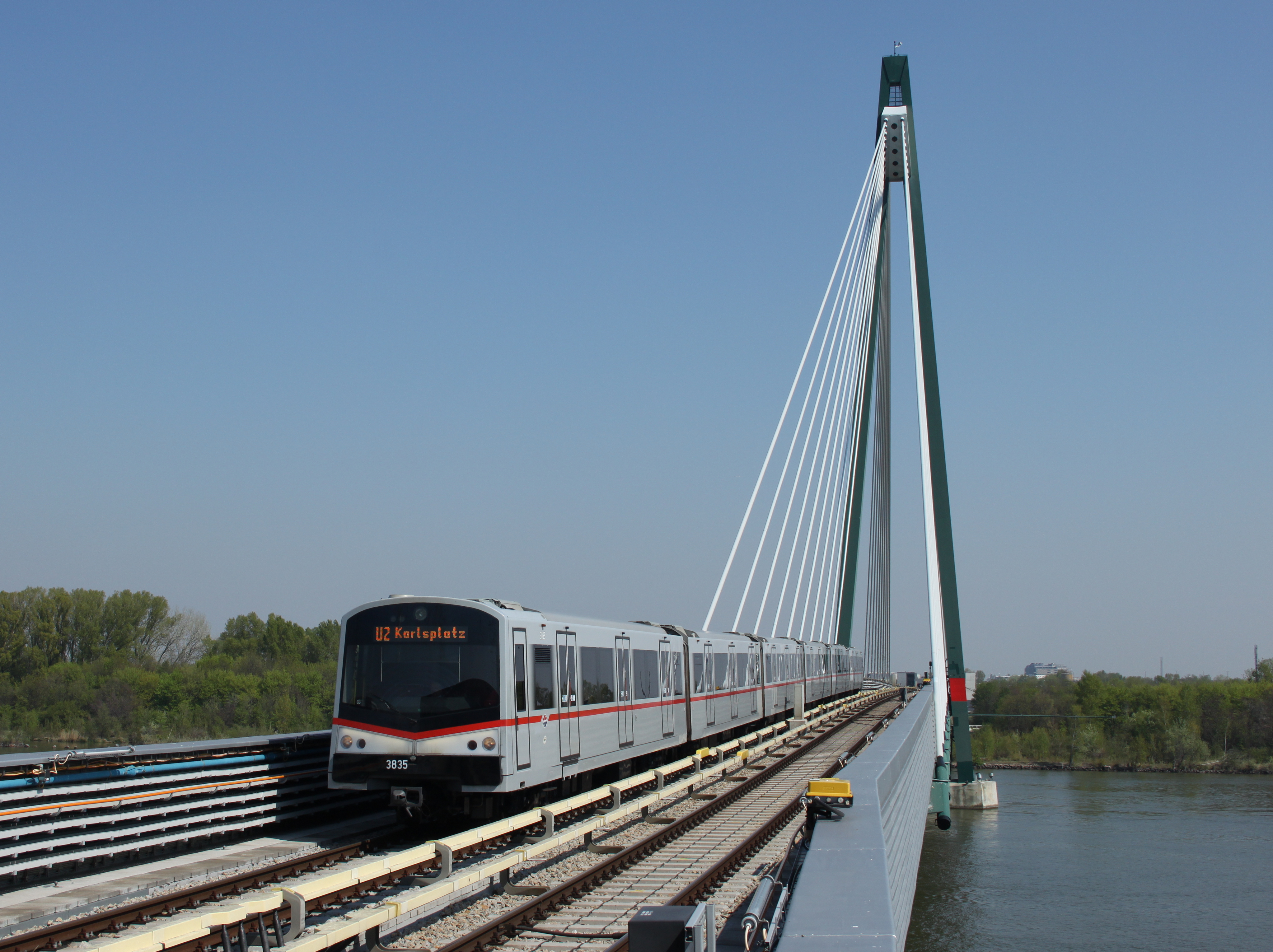
Ein Zug der Linie U2 überquert die Donau

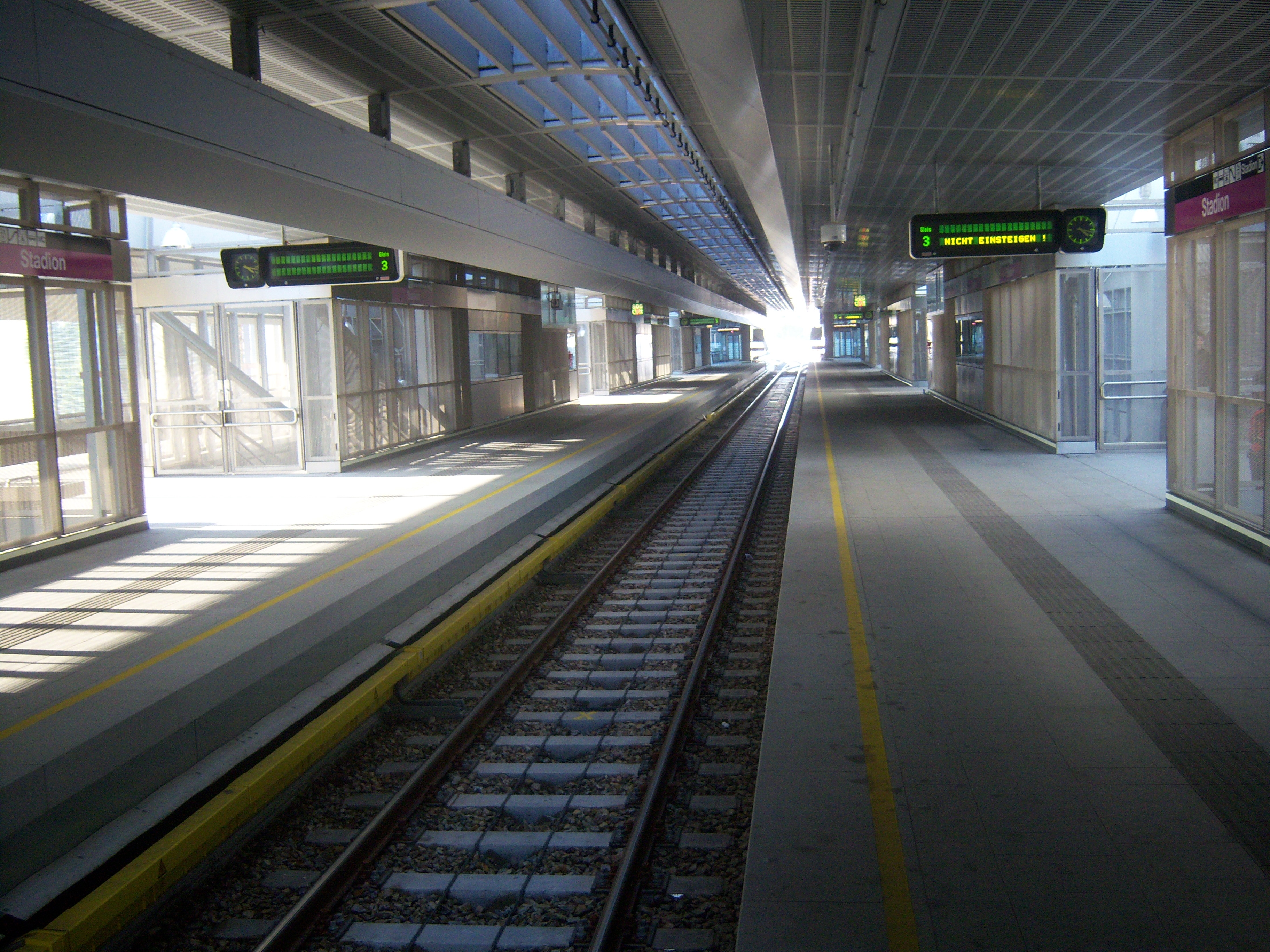
Station Stadion

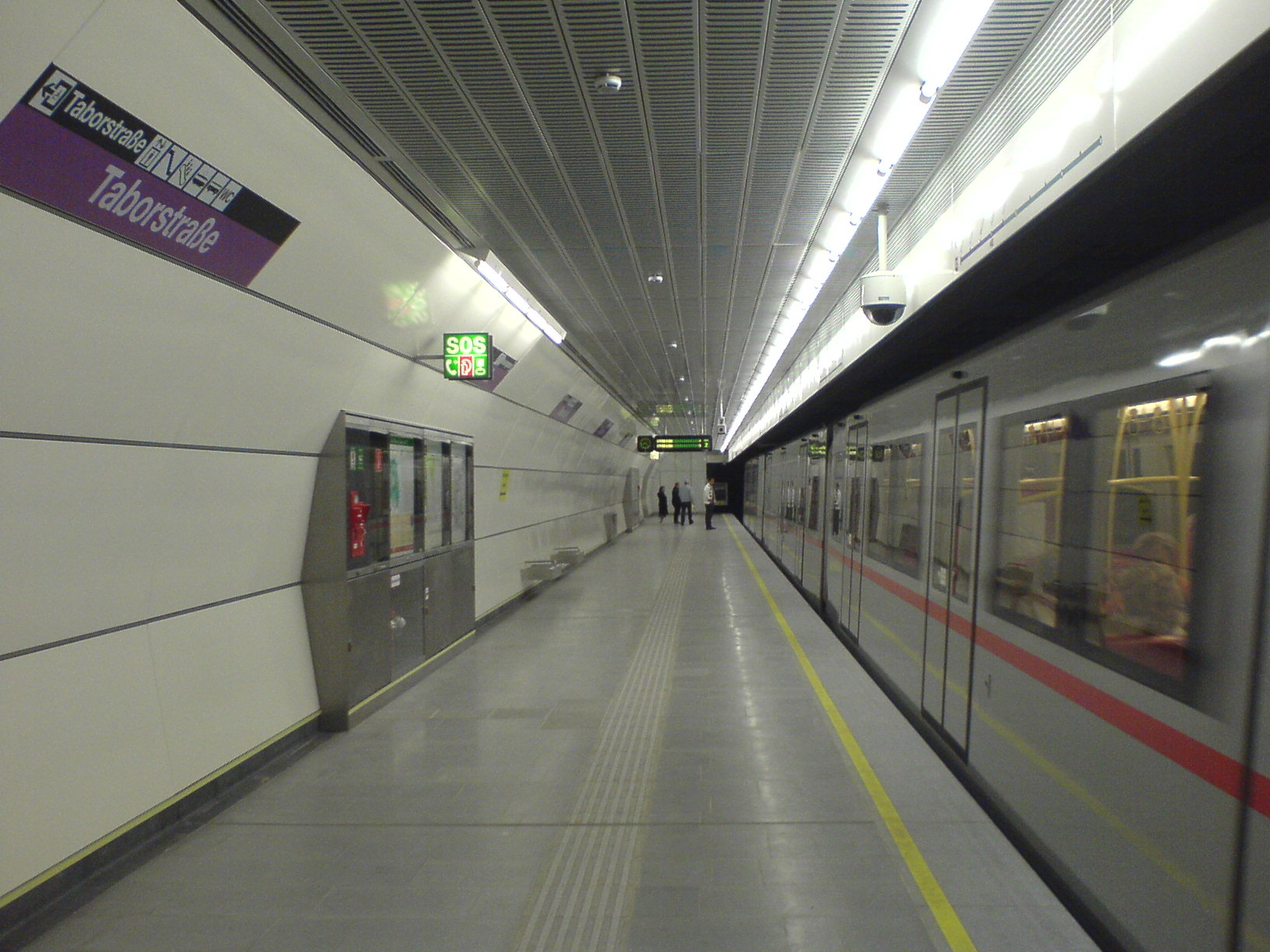
Station Taborstraße

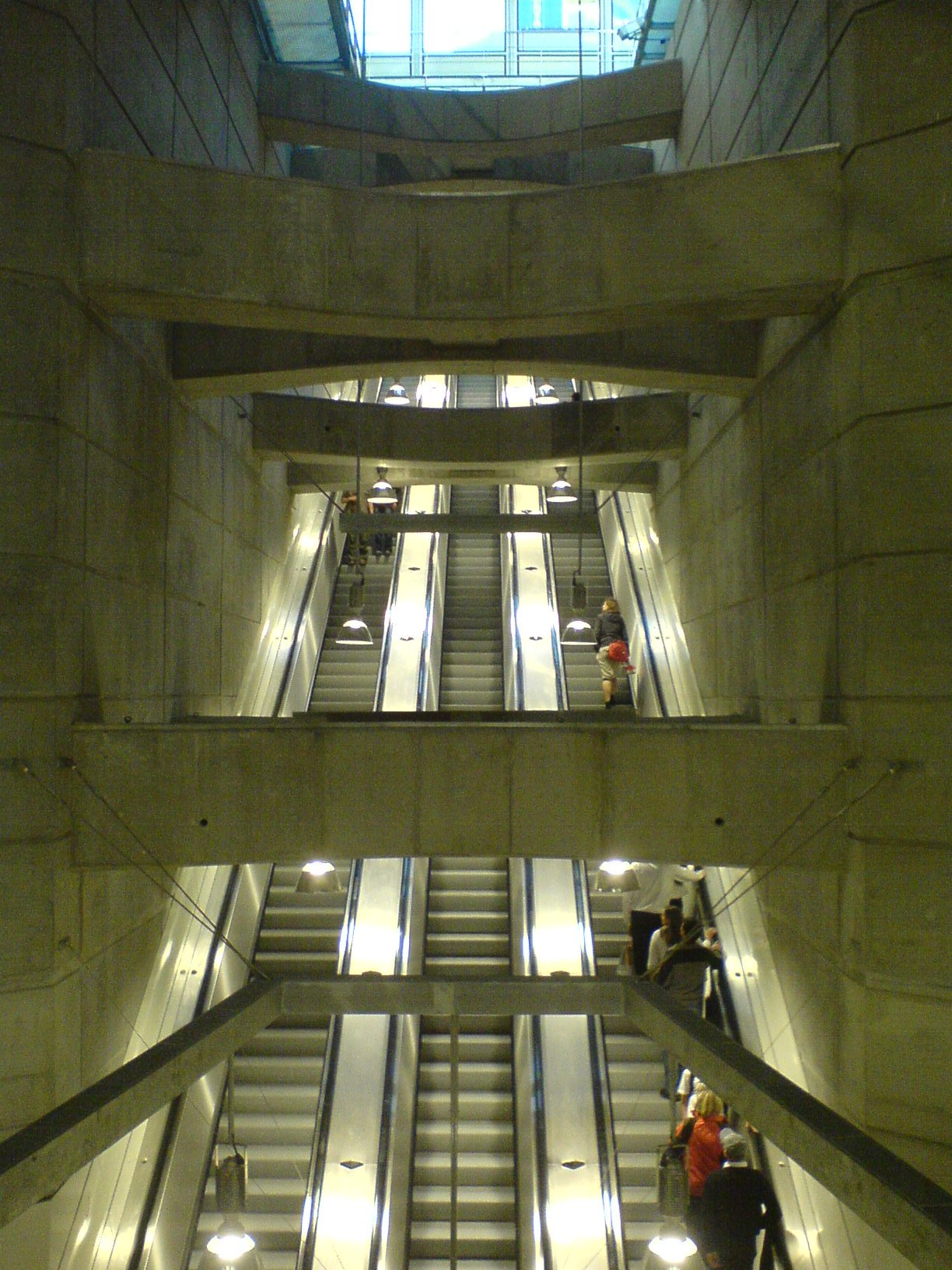
Station Schottenring: Rolltreppen zwischen dem U2- und dem U4-Bereich

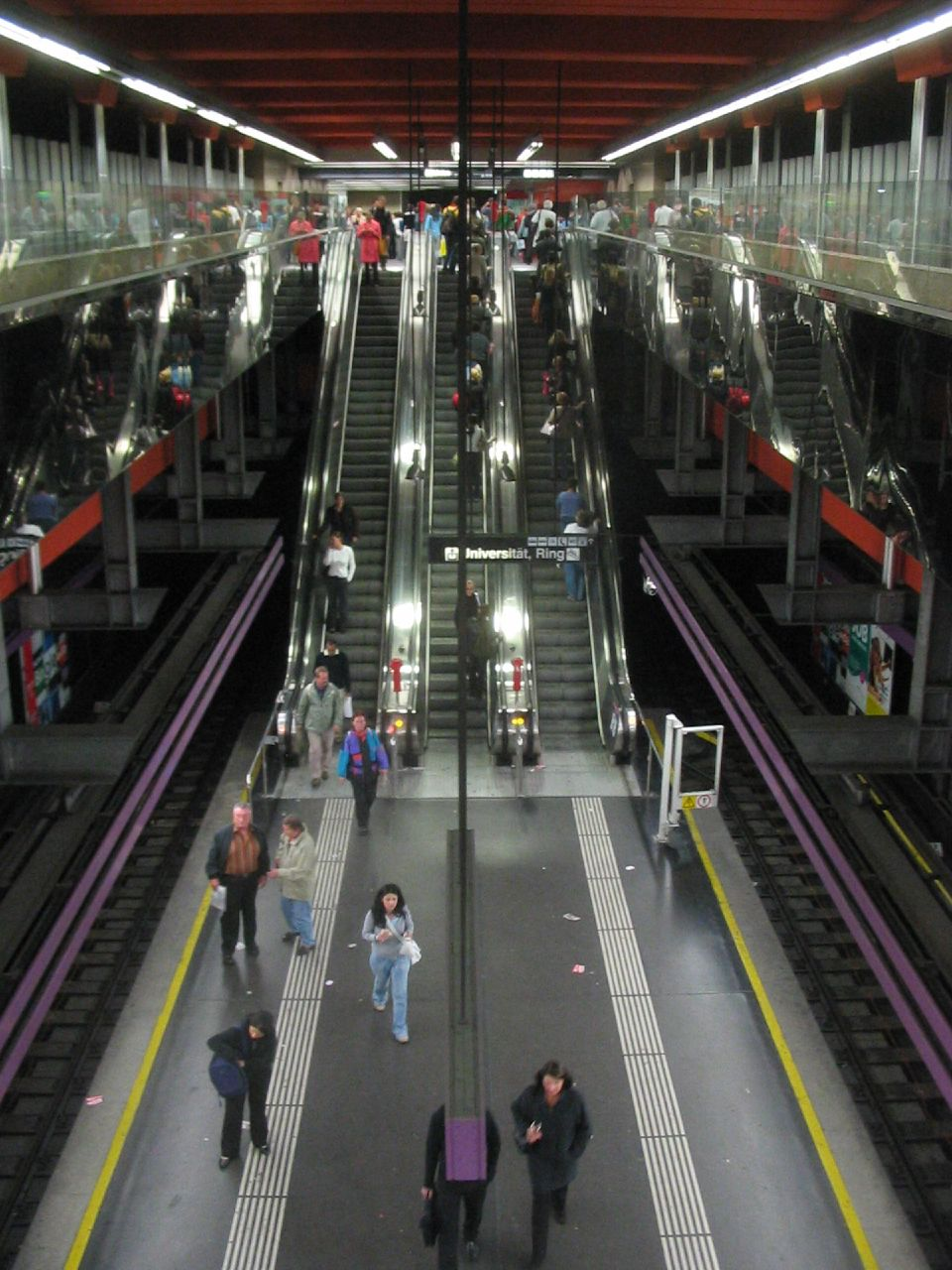
Station Schottentor

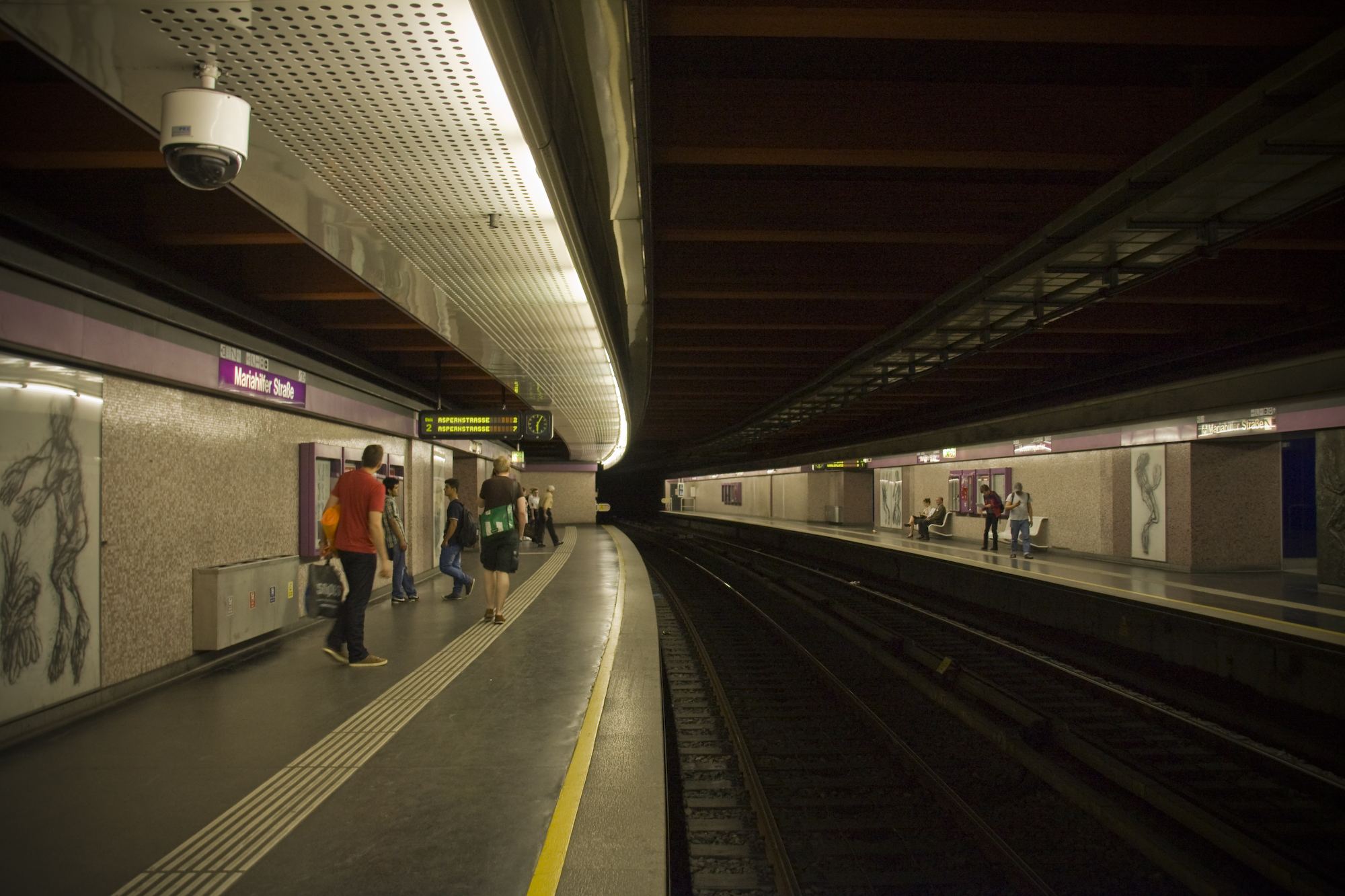
Bahnsteige der Station Museumsquartier

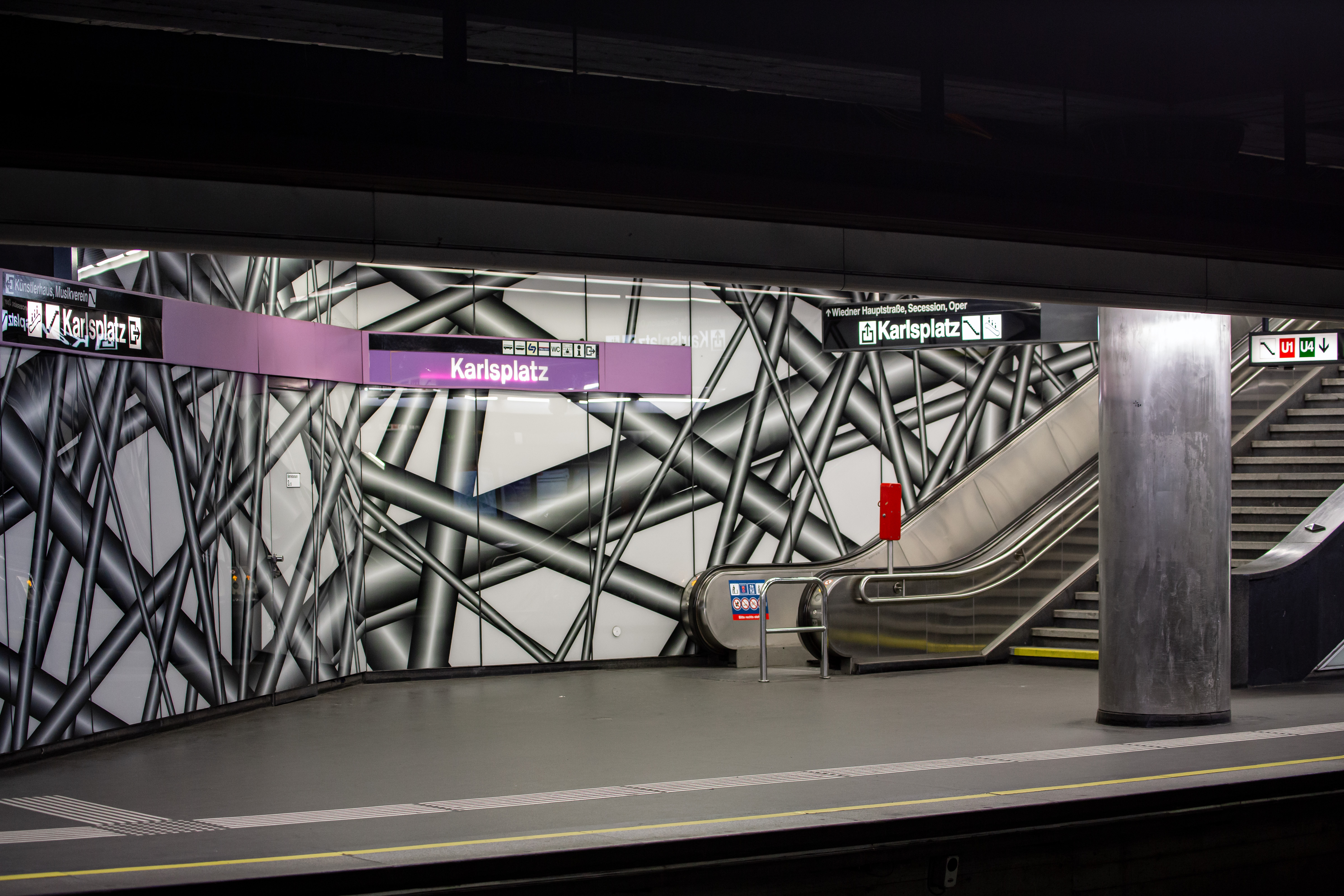
Station Karlsplatz

Die zentrumsfernere Endstation der U2 heißt Seestadt und befindet sich im 22. Bezirk jenseits des Bezirksteils Aspern. Im Anschluss an die Station befinden sich auch eine Wendeanlage sowie eine Abstell- und Revisionsanlage. In Hochlage verläuft die Strecke kurz Richtung Norden, wo nach einer Linkskurve die Station Aspern Nord und danach die Station Hausfeldstraße erreicht wird (beide liegen am Marchegger Ast der Ostbahn Richtung Bratislava). Nach einer weiteren Linkskurve Richtung Südwesten liegt die Station Oberes Hausfeld, die 2013 nur im Rohbau errichtet wurde und wohl 2026 genutzt werden soll. Sobald Anrainer hier einziehen, soll die U2 hier halten. Derzeit ist zwischen Hausfeldstraße und Aspern Nord mit 1580 m die längste Fahrstrecke ohne Halt.
Danach folgt in südlicher Richtung die Station Aspernstraße am Rand des Bezirksteils Aspern. Weiter führt die Linie zum ehemaligen Donauspital, seit 2020 Klinik Donaustadt mit der gleichnamigen Station und den Stationen Hardeggasse und Stadlau, wo ein Umsteigeknoten mit der S-Bahn sowie der Laaer Ostbahn und dem Marchegger Ast der Ostbahn geschaffen wurde.
Im Anschluss erreicht die U2 die Station Donaustadtbrücke, quert auf der gleichnamigen Brücke die Neue Donau und die Donau und erreicht nach der Station Donaumarina am rechten Donauufer in einem Bogen Richtung Nordwesten die U-Bahn-Station Stadion, die zur Bewältigung größerer Fahrgastströme mit zwei Mittelbahnsteigen ausgestattet ist.
Von dort verläuft die U2 parallel zur Vorgartenstraße bis zur Station Krieau in Hochlage, ehe sie leicht absinkend nach Westen schwenkt und vor der U-Bahn-Station Messe-Prater in einen Tunnel taucht. In geringer Entfernung erstrecken sich zwischen diesen beiden Stationen die 2004 eröffneten Hallen der Messe Wien und der 2013 eröffnete Campus der Wirtschaftsuniversität Wien.
Die Strecke folgt nun der Ausstellungsstraße bis zum Bahnhof Praterstern, wo die U2 die U1 (Tieflage) und die S-Bahn Wien (Hochlage) unterfährt. Danach unterquert die U2 dicht verbautes Gebiet der Leopoldstadt und erreicht die Station Taborstraße nahe dem Augarten. Die nächste Station, Schottenring, befindet sich direkt unter dem Donaukanal, mit Ausgängen in den 2. und den 1. Bezirk, wo die U2 die Linie U4 unterquert. (Hier befand sich, auf gleicher Ebene wie die U4, bis 2008 die nördliche Endstation der U2; ein Verbindungstunnel besteht für Betriebsfahrten weiter.)
Die Strecke verläuft hierauf im Tunnel unter der Maria-Theresien-Straße zum Verkehrsknotenpunkt Schottentor und danach von der Landesgerichtsstraße bis zur Secession auf der Strecke der ehemaligen Unterpflaster-Straßenbahn meist südwärts entlang der Zweierlinie: Auf die Station Schottentor folgt nach einer scharfen Linkskurve die Station Rathaus. Danach folgt die 2003 wegen zu geringen Stationsabstandes stillgelegte Station Lerchenfelder Straße. Bei der Station Volkstheater unterfährt die U3 die U2. Über die Station Museumsquartier erreicht die U2 die Endstation Karlsplatz (U1, U4). Dort liegen die Gleise der U2 (mit einer Wendeanlage) am linken, zentrumsseitigen Ufer des eingewölbten Wienflusses, die der U4 am anderen Ufer; die U1 unterfährt beide und den Fluss.

## Geschichte

### Vorgeschichte
Als entfernter Vorläufer der U2 kann ein aus dem Jahr 1858 datierender Vorschlag des Stadtplaners und im Innenministerium tätigen Ingenieurs Ludwig Zettl gelten. Kaiser Franz-Joseph I. gab 1857 mit dem Auftrag, die Wiener Stadtmauer zu schleifen und die Stadt auch physisch mit den 1850 eingemeindeten Vorstädten innerhalb des Linienwalls (heute: Gürtel) zu vereinigen, den Startschuss zum Bau der Wiener Ringstraße. Zettl schlug nun vor, den Stadtgraben, der Teil dieser Befestigungen war, nicht zuzuschütten, sondern mit einem Gewölbe zu überbauen und den entstandenen Raum für ein schienengebundenes Verkehrsmittel, nach Zettls Vorstellungen eine Pferdebahn, zu nutzen. Die Trasse hätte in der Gegend des heutigen Bahnhofs Wien Mitte ihren Ausgang genommen, den Wienfluss überquert und dann, in etwa dem Verlauf der Ringstraße folgend bis zur Neutorgasse, in die Gegend des heutigen Börsengebäudes, geführt.
In den 1950er Jahren wurden Straßenbahnen in europäischen Städten mit dem Aufkommen der Massenmotorisierung als Hindernis für den PKW-Verkehr betrachtet. Abhilfe sollte die Umstellung auf Omnibusbetrieb oder, in größeren Städten, der Bau bzw. Ausbau von Untergrundbahnstrecken schaffen. Die SPÖ-dominierte Wiener Stadtregierung sperrte sich in den ersten Nachkriegsjahrzehnten gegen den Bau einer Untergrundbahn. Zunächst sollte dem sozialen Wohnbau der Vorzug gegeben werden. Dennoch wurde ab Mitte der 1950er Jahre ernsthaft über die Verlegung von Straßenbahnen „unter das Pflaster“ nachgedacht.
Da der Begriff „U-Bahn“ politisch nicht erwünscht war, wurde von einer „Unterpflaster-Straßenbahn“, abgekürzt „Ustraba“, gesprochen. In westdeutschen Städten setzte sich ungefähr zur gleichen Zeit der Begriff „Stadtbahn“ durch. In Wien wurden zwischen 1963 und 1979 insgesamt drei solcher Abschnitte gebaut: die Zweierlinie, aus der später die U2 hervorging; das Tunnelsystem entlang des Margaretengürtels, des Wiedner Gürtels und der äußeren Wiedner Hauptstraße, das heute noch im ursprünglichen Zustand existiert; und die Schnellstraßenbahnlinie 64, Bauvorleistung für den südlichen Ast der U6.

### Vom Straßenbahntunnel zur U2
Mit dem Bau des Tunnels unter der Zweierlinie, des Kernstücks der späteren U2, wurde 1963 begonnen. Dieser Tunnel wies bei seiner Fertigstellung 1966 eine Länge von 1,8 Kilometern auf und verlief zwischen dem Gebäude der Wiener Secession und dem Friedrich-Schmidt-Platz hinter dem Rathaus. Der Tunnel hatte vier unterirdische Stationen:  Mariahilfer Straße (1991–2000: Babenbergerstraße, heute: Museumsquartier), Burggasse (heute: Volkstheater), Lerchenfelder Straße (aufgelassen: 27. September 2003) und Friedrich-Schmidt-Platz (heute: Rathaus). Auf dieser Strecke verkehrten die Straßenbahnlinien E2 (Praterstern–Herbeckstraße), G2 (Radetzkystraße–Hohe Warte) und H2 (Prater Hauptallee–Hernals).
Am 26. Jänner 1968 fasste der Wiener Gemeinderat den Beschluss, das Grundnetz einer Voll-U-Bahn zu bauen. Dabei war die Verlängerung des bestehenden unterirdischen Straßenbahntunnels an beiden Enden und seine Einbeziehung in das künftige U-Bahn-Netz vorgesehen. Der Tunnel sollte einerseits bis zur neuen Station Karlsplatz und andererseits vom Friedrich-Schmidt-Platz unter der Landesgerichtsstraße und der Universitätsstraße zum Schottentor und von dort zum Donaukanal auf Höhe des Ringturmes verlängert werden, wo die U2 auf gleichem Niveau mit der zur U4 umgebauten ehemaligen Wiener Elektrischen Stadtbahn zusammentreffen sollte.
Im Zuge dieser Umbau- und Erweiterungsarbeiten erhielt die U2 insgesamt drei neue Stationen: Karlsplatz, Schottentor und Schottenring. In den Netzentwürfen der 1960er und 1970er Jahre war entweder eine Erweiterung der U2 mittels Liniengabelung in Richtung Hernals oder der (gemeinsame) Betrieb einer (nie gebauten) U5 auf dieser Strecke vorgesehen. Jedenfalls wurde beim Bau des U2-Tunnels zwischen den Stationen Rathaus und Schottentor dieser Eventualität Rechnung getragen, indem auf Höhe Garnisongasse entsprechende Vorleistungen für eine Abzweigung in Richtung Nordwesten durchgeführt wurden.
Am 30. August 1980 wurde die U2 zwischen Karlsplatz und Schottenring eröffnet. Etwa ein Jahr später versuchten die Wiener Verkehrsbetriebe mit den fertiggestellten Linien U2 und U4 einen U-Bahn-Ring um die Innenstadt zu legen (Linie U2/U4). Diese Züge sollten von der Station Karlsplatz über den Schottenring und die U4-Strecke zum Karlsplatz zurück und bis zur Station Hietzing der U4 geführt werden. Aufgrund betrieblicher Probleme, die zu massiven Verspätungen, auch auf der U4, führten, wurde der Testbetrieb schon nach kurzer Zeit wieder eingestellt. Die Reisezeit zwischen der U2 und der Station Schwedenplatz wurde durch diese „Umsteigelücke“ empfindlich erhöht. Zwischen 1980 und 2008 blieb die U2 die mit Abstand am schwächsten ausgelastete Linie im Wiener Netz. Eine Aufwertung erfolgte nach der Eröffnung des ersten Teilstücks der Linie U3 im Jahr 1991 zwischen Erdberg und Volkstheater bzw. nach der Eröffnung des U3-Teilstücks bis zum Westbahnhof, besonders im Streckenabschnitt zwischen Schottentor und Volkstheater.

### Verlängerung zum Ernst-Happel-Stadion
In den diversen Netzentwürfen für die U-Bahn in den 1960er und 1970er Jahren, etwa „Entwurf M“, waren immer wieder umfangreiche U-Bahn-Anschlüsse für den 2. Bezirk vorgesehen bzw. die U2 sollte in verschiedenen Varianten das Praterstadion erreichen. Im Süden war eine Verlängerung vom Karlsplatz zu dem schon in den 1970er Jahren projektierten Zentralbahnhof vorgesehen. Bis in die späten 1990er Jahre hatten aber der Bau der Linie U3 und Nord- und Südast der U6 Vorrang.
1998 erfolgte der Beschluss der Verlängerung der U2 von der damaligen Endstation Schottenring  nach Aspern. Die MA 18, die Magistratsabteilung für Stadtplanung, begann mit umfangreichen Variantenuntersuchungen.
Bevor mit der Verlängerung der U2 begonnen werden konnte, waren Vorarbeiten an der bestehenden Strecke notwendig. Weil beschlossen wurde, den U2-Betrieb künftig nicht mehr mit Kurzzügen, sondern wie auf den anderen Linien mit Langzügen zu bestreiten, mussten die Wendeanlage im Anschluss an die Station Karlsplatz in Richtung Schwarzenbergplatz vergrößert und sämtliche Bahnsteige für den Langzugbetrieb adaptiert werden. Dabei fiel die Entscheidung, die Station Lerchenfelder Straße aufgrund des zu geringen Abstandes zur Station Volkstheater nach dem Ende der Adaptierungsarbeiten aufzugeben.
Von 2005 bis 2008 verkehrte die U2 zwischen Schottentor und Schottenring nur eingleisig, das zweite Gleis in der Station Schottenring wurde abgetragen und durch einen verbreiterten Bahnsteig ersetzt. Dabei war das Einsteigen und Aussteigen auf beiden Seiten möglich (Spanische Lösung).
Der Spatenstich zur eigentlichen U2-Verlängerung erfolgte am 12. Juni 2003. Nach der Station Schottentor musste in Hinblick auf die Unterfahrung des Donaukanals unter der Maria-Theresien-Straße ab Höhe Liechtensteinstraße ein völlig neuer tieferer Tunnel gegraben werden. Der Zuschlag für die Fußball-Europameisterschaft 2008 strapazierte den Zeitplan, der durch juristische Probleme mit Hausbesitzern und Wassereinbrüchen in die Baustelle schon sehr angespannt war, zusätzlich. Dennoch konnte das Teilstück zwischen Schottenring und Stadion am 10. Mai 2008, etwa einen Monat vor Beginn der EM, eröffnet werden.

### Verlängerung zur Aspernstraße und in die Seestadt
Am 28. September 2006 wurde das Teilstück Stadion–Aspernstraße in Angriff genommen, das am 2. Oktober 2010 eröffnet wurde. Damit ist die U2 nach U1 (1982) und U6 (1996) die dritte Wiener U-Bahn-Linie, die das nördliche Donauufer erreicht. Die Donauquerung erfolgt über die bereits in den Jahren 1996 und 1997 errichtete Donaustadtbrücke. Mit der Eröffnung des zweiten Teilstücks der Verlängerung nach Aspern umfasste die U2 insgesamt 17 Stationen und eine Streckenlänge von rund 12,5 km.
Ab dem Jahr 2010 wurde im Rahmen der 4. Ausbaustufe der Wiener U-Bahn die Verlängerung der U2 von der Aspernstraße zur Seestadt Aspern gebaut. Mit der Inbetriebnahme von drei zusätzlichen Stationen am 5. Oktober 2013 wurde das Stadterweiterungsgebiet auf dem ehemaligen Flughafen Aspern an das U-Bahn-Netz angeschlossen. Die Station Oberes Hausfeld wurde nur als Rohbau errichtet und soll bis 2024[veraltet] fertiggestellt werden. Aufgrund des anfangs geringen Fahrgastaufkommens auf diesem Streckenabschnitt verkehrte hier tagsüber nur jeder zweite Zug; seit September 2017 fahren werktags am Morgen alle Züge zur Endstation Seestadt, seit September 2020 auch nachmittags. Die Verlängerung ging mit einer teilweise massiven Bauverdichtung entlang der Trasse einher und ist außerdem als Projektteil des Stadterweiterungsgebiets Seestadt Aspern zu sehen, bei dem Wohnungen für bis zu 20.000 Menschen und 20.000 Arbeitsplätze entstehen sollen. Bei der Station Donaustadtbrücke wurde ferner eine neue Park-and-Ride-Anlage eröffnet, die direkt an der Südosttangente und der Donauufer Autobahn liegt.

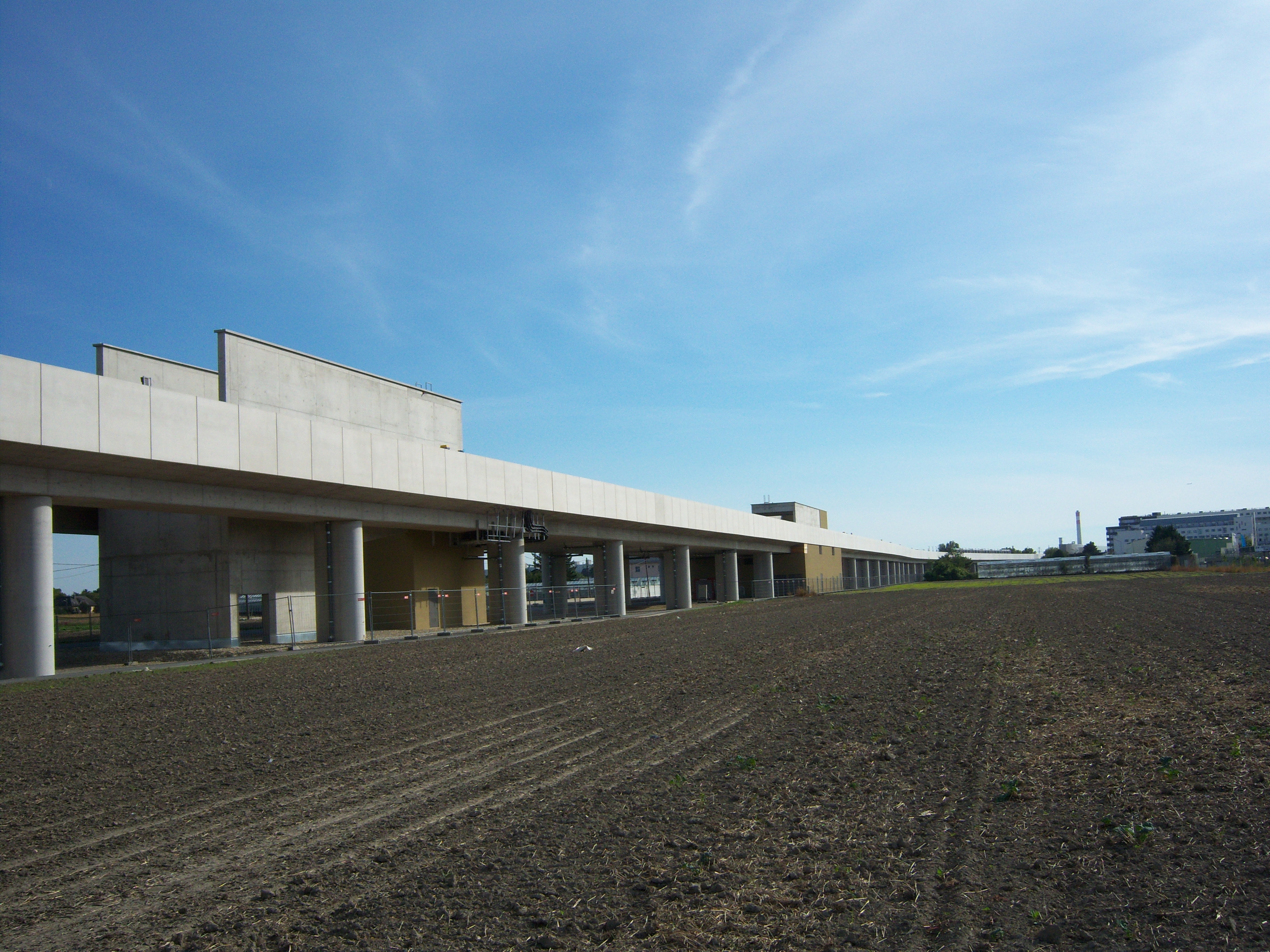
Bauvorleistung der Station Oberes Hausfeld
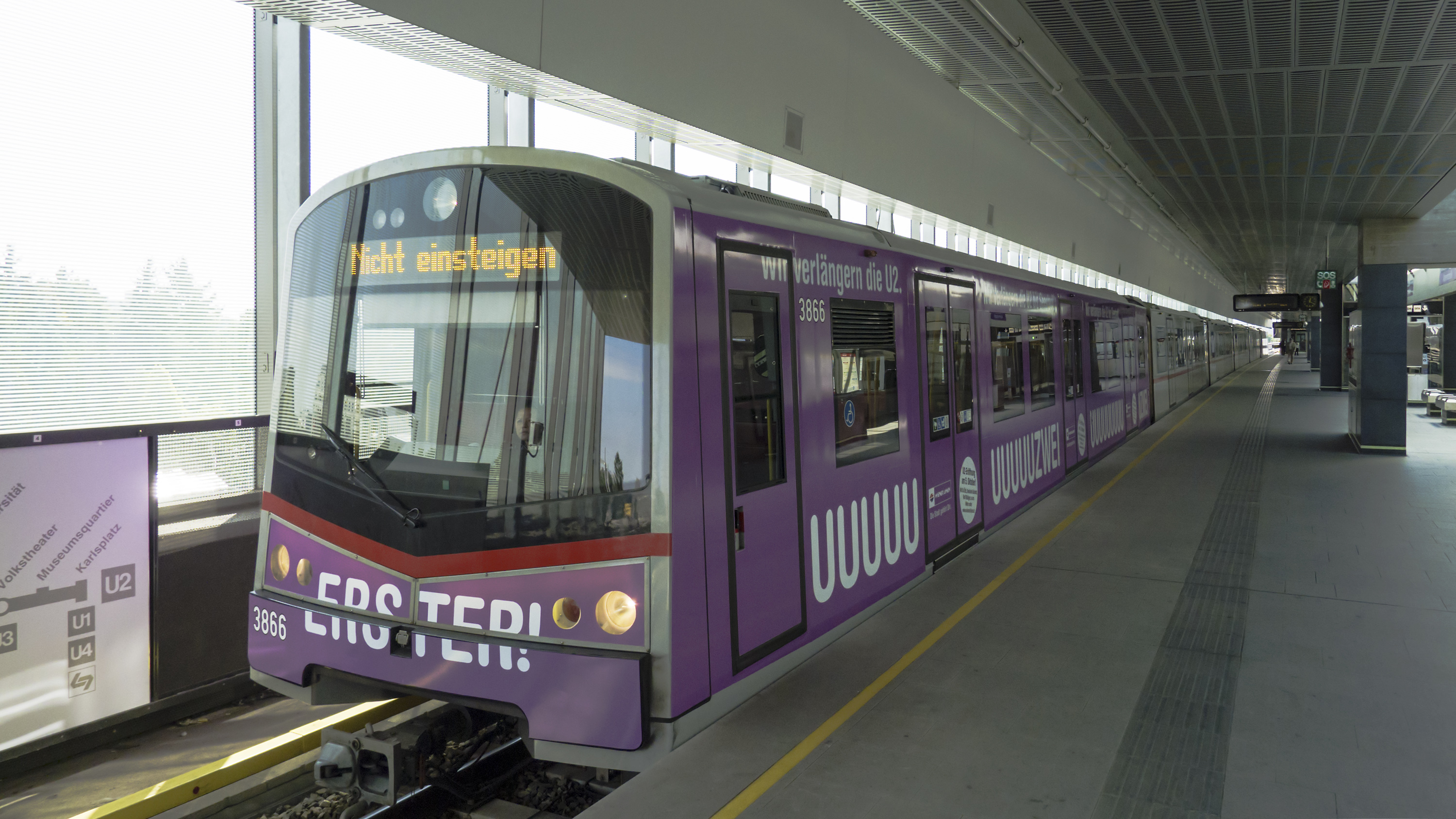
Sonderbeklebung des Zuges 3865+3866 anlässlich der U2-Verlängerung im Herbst 2013

### Verworfene Verlängerung zur Gudrunstraße
In dem 2007 beschlossenen Ausbauplan war eine Verlängerung der U2 vom Karlsplatz zur Gudrunstraße vorgesehen. Dieses Vorhaben wurde jedoch verworfen. Ebenso eine diskutierte Verlängerung über den Schwarzenbergplatz zum ehemaligen Südbahnhof.

### Neuer Streckenast zum Matzleinsdorfer Platz

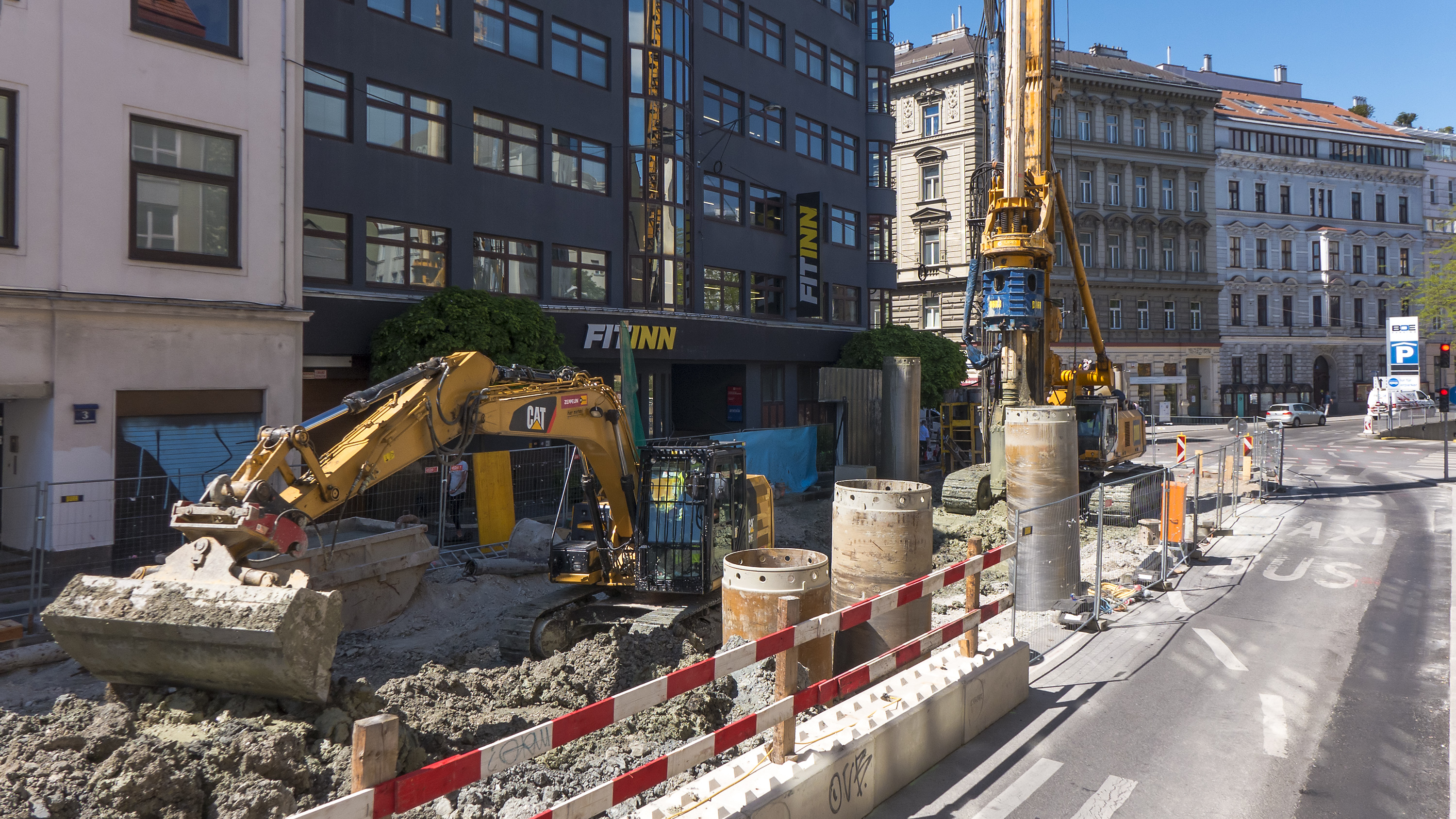
Baustelle der U2-Station Pilgramgasse

Im Zuge des Ausbauprojekts „Linienkreuz U2/U5“ wird die U2 von der Seestadt kommend ab der Station Schottentor eine neue Streckenführung bekommen und bis zum Matzleinsdorfer Platz geführt werden. Dies soll auch die an ihre Kapazitätsgrenzen gelangte Kernstrecke der U6 entlang des Westgürtels entlasten. Zwischenhalte des Südastes werden die bereits bestehenden Stationen Rathaus, Neubaugasse (U3) und Pilgramgasse (U4) sowie eine neue Station Reinprechtsdorfer Straße sein. Später soll die Linie zum Wienerberg und zur Gutheil-Schoder-Gasse verlängert werden. Der neue Linienast wird zur Gänze unterirdisch verlaufen. An der Station Neubaugasse wird die neue Trasse dabei die beiden Röhren der U3 unterfahren und mit 37 m unter Straßenniveau die zukünftig tiefste Stelle im Netz darstellen.
Der alte Ast von der Station Rathaus bis zum Karlsplatz wird auf die neue Linie U5 übertragen. Die U5 wird auch die bestehenden Bahnsteige in der Station Rathaus übernehmen, für die U2 werden neue Bahnsteige angelegt. Die bisherige Strecke der U2 vom Schottentor zu den bestehenden Bahnsteigen in der Station Rathaus wird als Betriebsstrecke, die die U2 mit der U5 verbindet, erhalten bleiben.
Der Spatenstich am Matzleinsdorfer Platz erfolgte am 8. Oktober 2018. Von dort wird der Vortrieb durch die Tunnelbohrmaschine „Maulwurf“ in Richtung Neubaugasse erfolgen. Die Bohrungen können jedoch erst beginnen, wenn die Stationen im Rohbau fertiggestellt sind. Von Mai 2021 bis Anfang Dezember 2024 war der Streckenteil vom Karlsplatz bis einschließlich Station Rathaus gesperrt. Die Linie U2 fuhr nur zwischen Aspern und Schottentor. In der Sperrzeit wurde die Strecke für die künftige U5 adaptiert. Unter anderem wurden die für den automatischen Betrieb der U5 vorgesehenen Bahnsteigtüren eingebaut sowie die Fundamente der Station Rathaus ausgebaut. Der Streckenabschnitt vom Karlsplatz bis zum Rathaus wird 2026 bis 2030 gemeinsam von den Linien U2 und U5 bedient werden, danach nur mehr von der Linie U5. Die U2 soll ab dem Jahr 2030 ab Schottentor auf der neuen Strecke zum Matzleinsdorfer Platz verkehren.
Ende 2018 wurde bekannt, dass die Bauaufträge für die Strecke vom Rathaus zur zukünftigen U5-Station Frankhplatz sowie für jene vom Matzleinsdorfer Platz zur Neubaugasse neu ausgeschrieben wurden, was eine Verschiebung des ursprünglichen Zeitplans um voraussichtlich ein Jahr bedingte. Der Baubeginn im Bereich der U-Bahn-Station Rathaus erfolgte am 11. Jänner 2021.
Das Hochwasser in Mitteleuropa im September 2024 richtete schwere Schäden an der Baustelle an, insbesondere durch die Beschädigung von Spezial-Baumaschinen, was zu weiteren Verzögerungen führte.

### Weitere Verlängerung nach Süden
In einer zweiten Stufe ist eine weitere Verlängerung der U2 über die Gussriegelstraße im 10. Bezirk zum Wienerberg geplant. Für diesen Abschnitt laufen die Finanzierungsverhandlungen zwischen der Stadt Wien und dem Bund; der ursprüngliche Zeithorizont, der die Eröffnung für 2029 vorsah, wurde verworfen.
Eine darüber hinausgehende Weiterführung nach Süden wird durch die Stadt Wien geprüft. Der Koalitionsvertrag der Landesregierung Ludwig II beinhaltet den Ausbau der U2 bis zur Haltestelle Gutheil-Schoder-Gasse, dort wäre eine Verknüpfung mit der Lokalbahn Wien–Baden und der Pottendorfer Linie möglich.

## Architektur
Noch vor den Ergebnissen der Architektengruppe U-Bahn (AGU) wurde Kurt Schlauss mit dem Umbau der Ustraba auf der Zweierlinie zur U2 beauftragt. Dies konnte nach entsprechenden Vorarbeiten innerhalb von zwei Sommermonaten erfolgen. Die Strecke wurde an ihren Enden im Süden und Norden verlängert, die Bahnsteige wurden erhöht. Die Architektur der Straßenbahn-Stationen Rathaus, Volkstheater und Museumsquartier blieb dabei im Wesentlichen erhalten. Charakteristisch ist bei ihnen das fliederfarbene (in der Station Rathaus graue) Bisazza-Mosaik. Schlauss konzipierte zum Bestand die neuen Stationen Schottentor und Karlsplatz. Allesamt sind sie großvolumige Hallen, in denen durchwegs die Konstruktion sichtbar blieb; vielerorts wurde diese zudem in oranger Farbe hervorgehoben. Allein die Endstation am Schottenring (niveaugleich mit der U4) erhielt das klassische AGU-Design der ersten Ausbaustufe. Im Hinblick auf den Einsatz von Langzügen wurden in den ehemaligen Straßenbahnhaltestellen  in den Jahren 2000–2002 die Bahnsteige verlängert und im Zuge dessen auch andere Erneuerungsarbeiten durchgeführt.
Da die ersten U2-Stationen nicht von der AGU gestaltet wurden, entschieden die Wiener Linien, dass auch die Verlängerungsstrecke (im Abschnitt Schottenring – Seestadt) über ein eigenes Liniendesign verfügen soll. Dafür wurde der zweite Architekturwettbewerb in der Geschichte der Wiener U-Bahn ausgeschrieben, welcher im Jahr 2000 wieder zwei Sieger hervorbrachte. Architekt Paul Katzberger entwarf schließlich die Hochstationen, Gerhard Moßburger die Tiefstationen sowie die Endstation Seestadt.
Auffallend an ihren Entwürfen sind die intensive Einbindung von Tageslicht (auch unter der Erde) und der Einsatz robuster Materialien wie Stahl, Glas, Granit und Natursteinen. Neue Wege ging man auch in der Dimensionierung der Bauwerke im Hinblick auf die Bahnsteigsbreiten und die Positionierung der Zu- und Ausgänge.
Gemäß dem Wunsch eines durchgehenden Liniendesigns werden auch die Stationen des im Zuge der vierten Ausbaustufe in den Jahren 2018 bis 2028 neu zu errichtenden U2-Südastes (ab der Station Rathaus) in diesem Stil ausgeführt werden. Da die Stationen des bisherigen Südastes nach Fertigstellung des neuen Südastes an die U5 abgegeben werden, wird sich die U2 dann – von der Station Schottentor abgesehen – mit einem einheitlichen Liniendesign präsentieren.

## Kritik

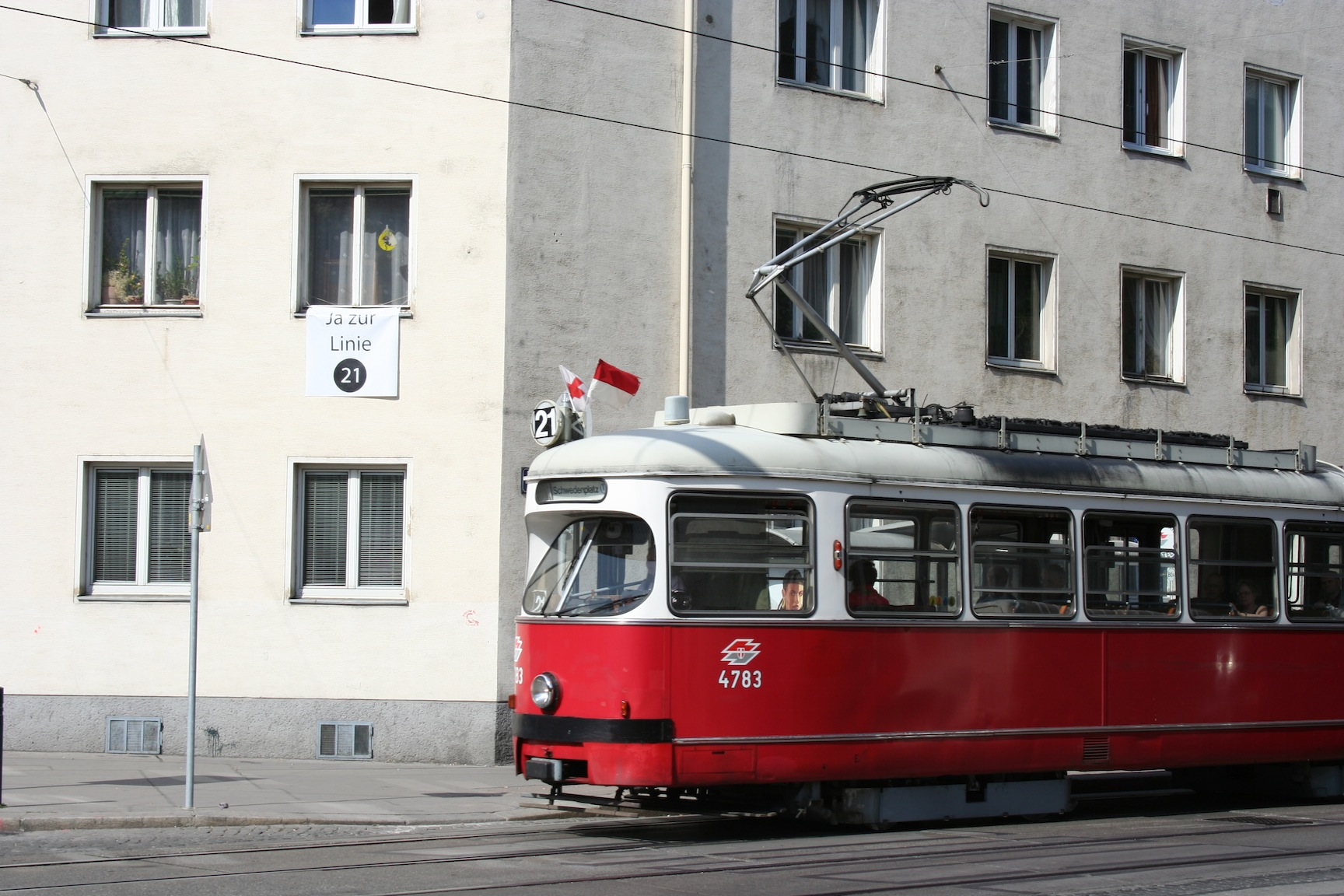
Stiller Protest gegen die Einstellung der Straßenbahnlinie 21 zugunsten der U2

Die Verlängerung der U2 zum Praterstadion im Jahr 2008 führte zu erheblichen Eingriffen in den Oberflächenverkehr. Die Straßenbahnlinie 21, zu deren Verlauf die U2 größtenteils parallel liegt, wurde eingestellt. Diese Entscheidung wurde von Anrainern, insbesondere im dicht besiedelten Teil des 2. Bezirks rund um die Taborstraße, stark kritisiert. Es wurde mit einer weiteren Ausdünnung im öffentlichen Personennahverkehr gerechnet. Jene Teilstrecken des 21ers, die nach der Stilllegung nicht direkt oder nur unzureichend durch die Stationen der U2 oder durch andere Verkehrslinien abgedeckt werden konnten (insbesondere die Bereiche Heinestraße – Praterstern, Stuwerviertel und Stadion – Stadlauer Brücke), wurden mit mehreren Buslinien neu erschlossen. Bis 2012 gab es mehrfach Linienänderungen, -neueröffnungen und auch Taktverdichtungen. Auch im Nachtverkehr gibt es seit 2010 Verbesserungen in diesem Bereich.

## Betriebszeiten und Takt
Stand: 6. Dezember 2024
| Zeit        | Mo–Fr (Schule) | Mo–Fr (Ferien) | Samstag     | Sonn- und Feiertag |
| ----------- | -------------- | -------------- | ----------- | ------------------ |
| 05:00–06:00 | 7–8 Minuten    | 7–8 Minuten    | 10 Minuten  | 10 Minuten         |
| 06:00–07:00 | 4 Minuten      | 5 Minuten      | 7–8 Minuten | 10 Minuten         |
| 07:00–08:30 | 3–4 Minuten    | 5 Minuten      | 5 Minuten   | 7–8 Minuten        |
| 08:30–10:00 | 5 Minuten      | 5 Minuten      | 5 Minuten   | 7–8 Minuten        |
| 10:00–13:00 | 5 Minuten      | 5 Minuten      | 5 Minuten   | 5 Minuten          |
| 13:00–19:00 | 4 Minuten      | 5 Minuten      | 5 Minuten   | 5 Minuten          |
| 19:00–21:00 | 5 Minuten      | 5 Minuten      | 5 Minuten   | 5 Minuten          |
| 21:00–00:30 | 7–8 Minuten    | 7–8 Minuten    | 7–8 Minuten | 7–8 Minuten        |
| 00:30–05:00 | Kein Betrieb   | Kein Betrieb   | 15 Minuten  | 15 Minuten         |

Im Berufsverkehr sowie im Nachtverkehr wird die komplette Linie von Karlsplatz bis Seestadt von allen Zügen angefahren, in den übrigen Betriebszeiten endet aufgrund geringerer Auslastung auf dem stadtauswärtigen Abschnitt jeder zweite Zug an der Station Aspernstraße.